# 太田栄次郎
太田 栄次郎（榮次郎、おおた えいじろう、1857年11月12日（安政4年9月26日）- 1927年（昭和2年）7月17日）は、明治期の陸軍軍人。最終階級は陸軍少将。位階および勲等、軍功は従四位・勲三等・功三級。

## 経歴
本籍静岡県。士族小森龍治の二男に生まれ、1971年（明治4年）東京府士族の太田なつの養子となる。沼津兵学校附属小学校（現沼津市立第一小学校）で学んだ。1875年（明治8年）2月、陸軍士官学校（旧1期）に入学。1877年（明治10年）2月、西南戦争に従軍。同年12月、士官学校を卒業し陸軍歩兵少尉に任官した。日清戦争に従軍。
1903年（明治36年）3月、歩兵第45連隊長に発令され日露戦争に出征し、同年12月、歩兵大佐に昇進。大石橋の戦い、遼陽会戦に参戦し、沙河会戦直前に戦傷を受けた。1905年（明治38年）7月、歩兵第64連隊長に転じ、歩兵第37連隊長を経て、1907年（明治40年）11月、陸軍少将に昇進し歩兵第10旅団長に就任した。1912年（明治45年）4月、予備役に編入された。
墓所は新宿区の常圓寺。戒名は荘厳院殿玄龍日輝居士。妻は外交官の稲垣満次郎の養妹の道子。次男の久元は東海銀行の銀行員。長女・栄子は楠本正継に嫁いだ。

## 栄典
- 1897年（明治30年）10月15日 - 正六位[8]